# John W. Cunningham
John W. Cunningham (* 28. Juli 1915 in Deer Lodge, Montana; † 4. Juni 2002 in Ashland, Oregon) war ein amerikanischer Schriftsteller, der eine Anzahl von Western-Romanen und -Geschichten schrieb.

## Leben
Im Zweiten Weltkrieg diente er in der US Army und war im Südpazifik stationiert. Während seiner Zeit in Santa Barbara, Kalifornien, wurde er Autor. Im Jahre 1985 zog er nach Ashland, Oregon, wo er bis zu seinem Tod lebte. Er war mit Vella Bisbee Cunningham verheiratet.
Sein bekanntestes Werk ist The Tin Star. Die Kurzgeschichte wurde 1947 im Collier’s Magazine veröffentlicht. Basierend auf dieser Geschichte schuf Fred Zinnemann 1952 den Film „Zwölf Uhr mittags (High Noon)“.

## Werke

### Romane
- Warhorse (1956)
- Rainbow Runner (1992)

### Kurzgeschichten
- The Tin Star (1947)
- Yankee Gold (1953)
- Day of the Bad Man (1958)